# Kazuo Ishiguro
Kazuo Ishiguro (japán írással: カズオ・イシグロ, eredeti nevén Isiguro Kazuo (石黒 一雄), Nagaszaki, 1954. november 8. –) japán származású brit író, dalszerző, forgatókönyvíró. 2017-ben irodalmi Nobel-díjjal jutalmazták munkásságát.

## Életrajz
Ötéves volt, mikor édesapjának oceanográfusi munkát ajánlottak Surrey-ben, így családjával az Egyesült Királyságba költöztek. Ishiguro angolt és filozófiát tanult a Kenti Egyetemen, majd mesterképzésen indult a Kelet-angliai Egyetemen kreatív írás szakon. Diplomamunkájából született első sikeres regénye, A dombok halvány képe. Ishiguro 1989-ben Booker-díjat kapott a Napok romjai című alkotásáért. Műveit negyven nyelvre lefordították, kettőből film is készült: 1993-ban Anthony Hopkins szereplésével a Napok romjai és 2010-ben a Ne engedj el! adaptációja Keira Knightley, Andrew Garfield és Carey Mulligan főszereplésével. 2005-ben mutatták be James Ivory A fehér grófnő című romantikus történelmi filmdrámáját, melynek ő írta a forgatókönyvét.
2017-ben a Svéd Királyi Tudományos Akadémia Nobel-díjjal ismerte el Ishiguro munkásságát, amiért "nagy érzelmi erejű regényeiben feltárta az ember világgal való illuzórikus kapcsolatának mélységeit".
„Ha összeadjuk Jane Austent és Franz Kafkát, elénk tárul Kazuo Ishiguro egy csukott kagylóhéjban. A recepthez már csak egy kis Marcel Proust szükségeltetik, és akkor nagyjából már megvan, miféle művek kerülnek ki Ishiguro keze alól” – nyilatkozta a Svéd Akadémia titkára, Sara Danius.

## Művei
Legismertebb regénye a Napok romjai, amely egy komornyik szemszögéből ábrázolja a második világháború sújtotta Angliát. 
Újabb művei a fantasztikum irányába fordultak. A Ne engedj el… egy disztópikus Angliát elevenít meg, amely cselekményének központjában három barát áll, akik hamarosan felfedezik, hogy nyugalmas gyermekkoruk mögött valójában valami sötét lakozott. Az eltemetett óriás egy idősödő pár útját követi nyomon egy furcsa, másvilági angol vidéken. A könyv feltárja, hogyan kapcsolódik össze az emlékezés a feledéssel, a történelem a jelennel, a fikció a valósággal.

### Regények
| Megjelenés éve | Magyar cím             | Eredeti cím                     | Megjegyzés                                     |
| -------------- | ---------------------- | ------------------------------- | ---------------------------------------------- |
| 1982           | A dombok halvány képe  | A Pale View of Hills            |                                                |
| 1986           | A lebegő világ művésze | An Artist of the Floating World |                                                |
| 1989           | Napok romjai           | The Remains of the Day          | „A főkomornyik szabadsága” címmel is megjelent |
| 1995           | Vigasztalanok          | The Unconsoled                  |                                                |
| 2000           | Árva korunkban         | When We Were Orphans            |                                                |
| 2005           | Ne engedj el…          | Never Let Me Go                 |                                                |
| 2015           | Az eltemetett óriás    | The Buried Giant                |                                                |
| 2021           | Klara és a Nap         | Klara and the Sun               |                                                |

### Novelláskötetek
- 2009: Noktürnök  (Nocturnes: Five Stories of Music and Nightfall)

### Színdarabok
- 1984: A Profile of Arthur J. Mason
- 1984: The Gourmet
- 2003: The Saddest Music in the World
- 2005: The White Countess

## Magyarul megjelent művei
- A főkomornyik szabadsága; ford. Kada Júlia; Európa, Bp., 1992 (Modern könyvtár)
- Árva korunkban; ford. Tábori Zoltán; Európa, Bp., 2002
- Ne engedj el...; ford. Kada Júlia; Palatinus, Bp., 2006
- Napok romjai; ford. Kada Júlia; Cartaphilus, Bp., 2010 (Filmregények)
- A lebegő világ művésze; ford. Todero Anna; Cartaphilus, Bp., 2013
- A dombok halvány képe; ford. Todero Anna; Cartaphilus, Bp., 2014
- Az eltemetett óriás; ford. Falcsik Mari; Európa, Bp., 2016
- Noktürnök; ford. Todero Anna, Polyák Béla; Európa, Bp., 2018
- Klara és a Nap; ford. Falcsik Mari; Helikon, Bp., 2021
- Vigasztalanok; ford. Greskovits Endre; Helikon, Bp., 2021

## Díjak és kitüntetések
- 1982: Winifred Holtby emlékdíj
- 1989: Booker-díj
- 1995: A Brit Birodalom Rendjének tisztje (OBE)
- 2017: irodalmi Nobel-díj